# Maximus (Mainz)
Maximus (* spätes 4./frühes 5. Jahrhundert; † im 5. Jahrhundert) war möglicherweise der letzte römische Bischof von Mainz (Mogontiacum).
Ein Bischof Maximus wird bereits in der ältesten Mainzer Bischofsliste als zweiter Bischof von Mainz erwähnt. Diese Liste stammt aus den Fuldaer Totenannalen des 10. Jahrhunderts und wurde zwischen 919 und 923 unter Erzbischof Heriger zusammengestellt. Er wird dort als Nachfolger des Heiligen Aureus genannt, der wahrscheinlich das Martyrium im Rahmen des Hunnenfeldzugs gegen die Burgunden 436 erlitt, der auch Mogontiacum in Mitleidenschaft zog. Gemäß dieser Annahme könnte Maximus als sein Nachfolger ab 436 in Mainz gewirkt haben. Eugen Ewig sieht Maximus so auch als letzten Bischof des römischen Mogontiacum. Die römische Zeit von Mainz endete spätestens nach 456 mit der Übernahme der Herrschaft durch die Franken. Möglich ist eine auf Maximus folgende Sedisvakanz bei dem Mainzer Bischofsstuhl bis mit Bischof Sidonius wieder eine historisch fassbare Person die Kontinuität der Mainzer Bischöfe in fränkischer Zeit fortsetzt.
In späteren Versionen der Mainzer Bischofsliste werden weitere, oft historisch nicht eindeutig fassbare oder zeitlich nur vage zuordenbare Mainzer Bischöfe genannt. So wird in späteren Listen Theonest als Mainzer Bischof nach Aureus eingeschoben.
Bei dem Translationsbericht des Mönches Sigehard von St. Alban aus dem Jahr 1298 („Passio, inventio et translatio sanctorum Aurei et Justinae“), der die durch Erzbischof Hildebert von St. Hilarius nach St. Alban umgebetteten vorbonifatianischen Mainzer Bischöfe nennt, wird Maximus ebenfalls erwähnt.
Nach der historisch wenig zuverlässigen „Vita Maximi“ des Johannes Trithemius von 1516 wurde die Hälfte der Gebeine des Maximus durch Albrecht von Brandenburg, Erzbischof von Mainz und von Magdeburg, 1515 von St. Alban nach Halle gebracht.
Im Bistum Mainz wird Maximus als Heiliger mit dem Feiertag am 27. Juni zusammen mit den Bischöfen Creszenz, Aureus und Theonest verehrt.